# 生れ出づる悩み
『生れ出づる悩み』（うまれいづるなやみ）は、有島武郎による小説。
1918年（大正7年）3月16日から4月30日まで『大阪毎日新聞』と『東京日日新聞』にそれぞれ三十二回にわたって掲載されたが、作者の病気のため八章途中の「惨めな幾個かの無機物に過ぎない。」の時点で中絶。
その後、八章途中から九章最後の結末まで書きおろしと新聞初出からの改稿がなされた形で有島武郎著作集第六集『生れ出づる悩み』に初版として収録された。
題名の表記については「生れ出る悩み」「生れ出づる悩み」「生まれ出づる悩み」「生まれ出ずる悩み」「生まれいずる悩み」など、一定していない。

## あらすじ
自分の仕事を神聖なものにしようともがいていた「私」は、さびしさのあまり「君」のことを思う。かつて絵を持ち込んで妙に力強い印象を私に残し姿を消してしまった「君」であったが、十年の後手紙とスケッチ帳を送ってくる。
見事に成長した「君」は「私」との再会の一晩に姿を消してからの生活と芸術の悩みを語る。翌朝すぐ帰っていく「君」を見送ると、「君」の話した内容を元に「私」は同感の力をもって「君」の生活と苦悩を書き出して行く。
思い詰めた「君」が我に帰ったところで想像の一線を引き、「君」と同じ疑いと悩みを持って苦しむ全ての人々に最上の道が開き春が訪れるように祈る。

## 登場人物
私
物語の語り手。文学者。去年、「君」と、札幌に住んでいた頃以来の再会をする。その後筆を取り、「君」の談話や手紙を総合した想像をたよりに「君」の姿を書き続けて行く。
君（木本）
札幌に住んでいた頃「私」を尋ね、絵を持ち込み、「私」に妙に力強い印象を残して姿を消してしまった少年。
消息が途絶えて十年目、「私」と再会し別れてから貧乏漁夫となっての生活を話す。
女中
「私」に小包を渡す。
農場の男　
「私」が「君」と会えることになった農場をあずかる男。その内儀さんは『その男にふさわしく肥って大きな』と語られ、二人とも大柄な方であるが、彼らが『普通な背たけにしか見えないほどその客という男は大きかった』と、「君」の大きさを引き立たせる。
農場の人たち　
親身にかれこれと「君」をいたわったが、結局彼はあらしの中に帰りじたくをしていく。
岩内から来たという人
私のもとを訪ねた岩内の人。「私」が「君」のことを知らないか尋ねる。
妻
「私」が札幌で迎えた妻。
三人の子
札幌で授かった「私」と「妻」の間の子ども達。
内儀さん
「農場の男」の妻。肥っていて大きい。
子供
「農場の男」の妻の膝の上で丸まっている。「私」を訪ねて農場にやってきた「君」のことをうろんらしく見詰める。
水車番
農場近くでは珍しい心持のいい男。「君」に農場までの道を教える。

### 想像に登場する岩内の人々
「君」の家庭　
大きい漁場の持ち主であったが、さびしい漁夫と少しも変わりのないように貧窮していく。根性の強いひとたちばかりで激しい運命を真正面から受け取って働いていくが、元の漁場が使い物にならなくなり駄賃を出して他人から借りねばならないこと、鰊の群来が年々減ったことにより追い迫られていく。
- 父上

「君」の父。海の中から生まれて来たような老漁夫。
- 兄上

「君」の兄。どちらかと言えば漁夫としての健康は持ち合わせていない。初生児が生まれていたが死亡している。
- 妹

「君」の妹。配縄の繕いなど手伝いをしている。ある時（七）夜に「君」と二人だけ囲炉裏に残った時、彼の絵に触れる話をする。
- 母

「君」の母。長わずらいの後に夫に先立った。
- 嫂

兄上の妻。妹とともに竈に火を燃やし、囲炉裏の間を片付けて、帰ってくる「君」たちのために心を尽くす。
二人の漁夫　
雇われて、「君」や家族と同じ船の中で漁を行う。ある年の三月に「君」の家族とともに暴風に巻き込まれて生き延びる。
漁夫たち
幾百人が進退の合図をする模範船を頼りに漁に出て散らばり、毎日一命を投げてかかって一生を過ごして行く。境遇への疑いも不平もなく、それを勇ましく迎え入れている。
お内儀さんたち
夫や兄、恋人である情人を介抱したり、船を見送ったりする。
水難救済会の制服を着た人たち
三月の暴風から辛くも逃げ延びた人らのために駆け回る。
女でめん、海産物の仲買い
春の日に「君」が家を出ると往来で漁夫と混じって賑やかに浮き浮きしている。冬が遠のいて、鱈の漁獲が終わり、鰊の先駆もまだ来ていない海に出て働く人たちを語っている。
年配な内儀さん
「君」に浜に行くのかと声をかける。肯定されず、奇妙だと噪いだことを言い、群衆が笑う。
手代
札幌のある大きなデパートメント・ストアの臨時出店に際し十人近くで準備をしている。
男の子
スケート下駄をはいて夢中になり、「君」に気がつかないまますり抜ける。
K
「君」の岩内でたった一人の話し相手。「君」の絵を見るたび感心し、絵かきになれと勧める。Kは「君」から見て文学者になれそうな男ではあるが、父のもとで調剤師として一生を送る決心をし、諦めている。
Kの父
調剤師。気難しく、「君」のことをKの悪友のごとく思い、行ってきげんのいい顔を見せた事がない。
海産物製造会社の人夫たち
陸に戻った漁夫たちと入れ替わって、船の中の海産物を放り出す。浜に待ち構えている男たちがそれを数え、竹や藁で編んだ容器である畚（ふご）に叩き込む。
会社の数取り人
漁夫やお内儀さんたち男女に慣例の如くけんか腰で苦情を言い募られる。命がけの労働の結果を捨て値で買い取る。
その男
二三百万円の富を祖先から受け嗣ぎ、小樽には立派な別宅を構え、一年中する仕事もなく退屈を紛らすむなしい惰け者。「君」と小学校時代には教室を一つにしながら、年月の間に生活はかけ隔たっている。

## モデル
作品に出てくる「君(木本)」は大正七年一月十七日の足助素一宛書簡にて「北海道の木田から(絵描きになりたいといふ漁夫)実におもしろい手紙が来た。
前からあれを題材にして描きたいと思っていた所だから一つものにしようとおもっている」とあるように、画家であり有島と深い交流のあった木田金次郎がモデルとなっている。
木田と有島の交流の概要は木田金次郎美術館解説等で見られる他、木田自身の自伝や有島全集の解説などで確認出来る。